# Shirley Bloomer
Shirley Juliet Bloomer (Grimsby, 13 juni 1934) is een voormalig tennisspeelster uit het Verenigd Koninkrijk.
Bloomer won drie grandslamtitels, alle op Roland Garros: enkelspel en vrouwendubbelspel in 1957 en gemengd dubbelspel in 1958. Op Wimbledon bereikte zij één keer de finale, in het vrouwendubbelspel in 1955.
In de periode 1955–1960 vertegenwoordigde zij haar land jaarlijks bij de Wightman Cup – tweemaal wonnen zij van de Amerikaanse dames: in 1958 (de eerste Britse zege sinds 1930) en 1960, in beide gevallen een thuiswedstrijd.
Op 28 april 1959 huwde Bloomer met Chris Brasher. Dit huwelijk duurde tot zijn dood in 2003. Een dochter van Bloomer, Kate Brasher, speelde tennis op het WTA-circuit.

## Palmares

### Finaleplaatsen enkelspel
| nr.              | finale     | toernooi      | ondergrond | tegenstandster  | score         |         |
| ---------------- | ---------- | ------------- | ---------- | --------------- | ------------- | ------- |
| gewonnen finales |            |               |            |                 |               |         |
| 1.               | 1956-09-30 | WTA Berkeley  | hardcourt  | Dorothy Cheney  | 6-0, 6-1      | [ 4 ]   |
| 2.               | 1957-05-12 | WTA Rome      | gravel     | Dorothy Knode   | 1-6, 9-7, 6-2 | [ 5 ]   |
| 3.               | 1957-06-01 | Roland Garros | gravel     | Dorothy Knode   | 6-1, 6-3      | details |
| 4.               | 1957-07-15 | WTA Båstad    | gravel     | Yola Ramírez    | 7-5, 6-4      | [ 6 ]   |
| verloren finales |            |               |            |                 |               |         |
| 1.               | 1955-10-02 | WTA Berkeley  | hardcourt  | Angela Mortimer | 6-4, 3-6, 4-6 | [ 7 ]   |
| 2.               | 1958-06-01 | Roland Garros | gravel     | Zsuzsa Körmöczy | 4-6, 6-1, 2-6 | details |
| 3.               | 1968-05-11 | WTA Guildford | gravel     | Robin Lloyd     | gedeeld       | [ 8 ]   |

### Finaleplaatsen vrouwendubbelspel
| nr.              | finale     | toernooi      | ondergrond | partner            | tegenstandsters                     | score           |         |
| ---------------- | ---------- | ------------- | ---------- | ------------------ | ----------------------------------- | --------------- | ------- |
| gewonnen finales |            |               |            |                    |                                     |                 |         |
| 1.               | 1956-09-30 | WTA Berkeley  | hardcourt  | Marta Hernández    | Dorothy Cheney Margaret Warren      | 6-3, 10-8       | [ 4 ]   |
| 2.               | 1957-06-01 | Roland Garros | gravel     | Darlene Hard       | Yola Ramírez Rosie Reyes            | 7-5, 4-6, 7-5   | details |
| 3.               | 1958-05-11 | WTA Rome      | gravel     | Christine Truman   | Thelma Coyne-Long Mary Bevis-Hawton | 6-3, 6-2        | [ 9 ]   |
| verloren finales |            |               |            |                    |                                     |                 |         |
| 1.               | 1955-06-05 | Roland Garros | gravel     | Patricia Ward      | Beverly Baker-Fleitz Darlene Hard   | 5-7, 8-6, 11-13 | details |
| 2.               | 1955-07-03 | Wimbledon     | gras       | Patricia Ward      | Angela Mortimer Anne Shilcock       | 5-7, 1-6        | details |
| 3.               | 1955-10-02 | WTA Berkeley  | hardcourt  | Barbara Bradley    | Angela Mortimer Angela Buxton       | 5-7, 3-6        | [ 7 ]   |
| 4.               | 1957-07-15 | WTA Båstad    | gravel     | Solveig Gustafsson | Yola Ramírez Rosie Reyes            | 4-6, 6-4, 5-7   | [ 6 ]   |
| 5.               | 1960-05-10 | WTA Rome      | gravel     | Ann Haydon         | Margaret Hellyer Yola Ramírez       | 4-6, 4-6        | [ 10 ]  |
| 6.               | 1971-05-01 | WTA Sutton    | gravel     | Jill Cooper        | Evonne Goolagong Joyce Williams     | 4-6, 3-6        | [ 11 ]  |

### WTA-finaleplaatsen gemengd dubbelspel
| nr.              | finale     | toernooi      | ondergrond | partner            | tegenstanders                | score         |         |
| ---------------- | ---------- | ------------- | ---------- | ------------------ | ---------------------------- | ------------- | ------- |
| gewonnen finales |            |               |            |                    |                              |               |         |
| 1.               | 1958-05-11 | WTA Rome      | gravel     | Giorgo Fachini     | Thelma Coyne-Long Luis Ayala | 4-6, 6-2, 9-7 | [ 9 ]   |
| 2.               | 1958-06-01 | Roland Garros | gravel     | Nicola Pietrangeli | Lorraine Coghlan Robert Howe | 9-7, 6-8, 6-2 | details |
| verloren finales |            |               |            |                    |                              |               |         |
| 1.               | 1956-05-08 | WTA Rome      | gravel     | Giorgo Fachini     | Thelma Coyne-Long Luis Ayala | 4-6, 3-6      | [ 12 ]  |
| 2.               | 1957-05-12 | WTA Rome      | gravel     | Robert Howe        | Thelma Coyne-Long Luis Ayala | 1-6, 1-6      | [ 5 ]   |

## Resultaten grandslamtoernooien
| Legenda | Legenda                          |
| ------- | -------------------------------- |
| g.t.    | geen toernooi gehouden           |
| l.c.    | lagere categorie                 |
| –       | niet deelgenomen                 |
| G       | uitgeschakeld in de groepsfase   |
| 1R      | uitgeschakeld in de eerste ronde |
| 2R      | uitgeschakeld in de tweede ronde |
| 3R      | uitgeschakeld in de derde ronde  |
| 4R      | uitgeschakeld in de vierde ronde |
| KF      | uitgeschakeld in de kwartfinale  |
| HF      | uitgeschakeld in de halve finale |
| F       | de finale verloren               |
| W       | het toernooi gewonnen            |
| w-v     | winst/verlies-balans             |

### Enkelspel
| Australian Open | –  | –  | –  | –  | –  | –  | –  | –  | –  | –  | –  | –  | –  | –  | –  | –  | –  | –  | –  |
| Roland Garros   | –  | –  | 3R | KF | KF | W  | F  | 3R | –  | –  | –  | –  | –  | –  | –  | –  | –  | –  | –  |
| Wimbledon       | 1R | 3R | –  | 4R | KF | 4R | KF | 2R | 3R | 2R | 2R | 4R | 4R | 2R | 3R | 2R | 2R | 1R | 2R |
| US Open         | –  | –  | –  | –  | HF | KF | –  | 3R | –  | –  | –  | –  | –  | –  | –  | –  | –  | –  | –  |

### Vrouwendubbelspel
| Australian Open | –  | –  | – | –  | –  | –  | –  | –  | –  | –  | –  | –  | –  | –  | –  | –  | –  |
| Roland Garros   | –  | 2R | F | KF | W  | HF | HF | –  | –  | –  | –  | –  | –  | –  | –  | –  | –  |
| Wimbledon       | 3R | –  | F | 2R | KF | 3R | –  | 2R | 2R | 1R | 1R | 1R | 2R | 1R | 1R | 1R | 1R |
| US Open         | –  | –  | – | –  | –  | –  | –  | –  | –  | –  | –  | –  | –  | –  | –  | –  | –  |

### Gemengd dubbelspel
| Australian Open | –  | –  | –  | – | –  | –  | –  | –  | –  | –  | g.t. | g.t. | g.t. | g.t. |
| Roland Garros   | 2R | KF | 3R | W | KF | –  | –  | –  | –  | –  | –    | –    | –    | –    |
| Wimbledon       | –  | –  | –  | – | –  | 3R | 2R | 4R | 2R | 2R | 2R   | 2R   | 3R   | 2R   |
| US Open         | –  | –  | –  | – | –  | –  | –  | –  | –  | –  | –    | –    | –    | –    |